# Гирудотерапия
Гирудотерапи́я (от лат. hirūdō — пиявка + др.-греч. θεραπεία, терапия — лечение), бделлотерапия (от др.-греч. βδέλλα — пиявка + терапия) — лечение медицинскими пиявками, механизм воздействия которого в основном связан с антикоагулянтом гирудином, выделяемым пиявкой в кровь человека при кровососании.

## История гирудотерапии
Лечебные свойства медицинской пиявки известны людям на протяжении тысячелетий. Описание методов лечения различных болезней с помощью пиявки можно найти в медицинских сборниках большинства древних цивилизаций: Древнего Египта, Индии, Греции. Применение пиявок было описано Гиппократом (IV—V века до н. э.) и Авиценной (Ибн Сина, 980—1037 гг.).
Наиболее широкое применение медицинские пиявки получили в XVII—XVIII веках в Европе для кровопусканий в связи с концепцией «дурной крови», господствовавшей тогда в медицине. С целью выпустить дурную кровь врачи иногда приставляли одновременно до 40 пиявок одному больному. Предпочтение перед жильным кровопусканием отдавалось им в случае необходимости кровопусканий из труднодоступных или нежных мест (например, дёсен).
В период с 1829 по 1836 годы во Франции употреблялось для лечения 33 млн пиявок в год, в Лондоне — до 7 млн при населении 2,3 млн жителей. Россия поставляла в Европу около 70 миллионов пиявок в год.
В середине XIX века от кровопусканий отказались, и применение пиявок в Европе и Америке практически прекратилось.
Научные исследования механизмов действия пиявки на человека начались в конце XIX — начале XX века с работ Джона Хейкрафта, обнаружившего антикоагулянтное действие пиявочного экстракта. В 1884 г. им был открыт фермент из слюны пиявки — гирудин, а в 1902 г. были получены препараты из гирудина. Эти исследования положили начало научному применению антикоагулянтов в медицине.

## Юридический статус
В США медицинское применение пиявок разрешено FDA в 2004 году, при этом пиявки отнесены к медицинскому инструментарию.
В РФ в 2001—2002 входила в перечень услуг в медицинской деятельности, осуществляемых на основании лицензии. В 2002 году Минздрав РФ утвердил методические рекомендации по использованию гирудотерапии.

## Лечебное действие
Считается, что лечебный эффект от воздействия живых пиявок обусловлен воздействием веществ слюны пиявки, основным из которых является антикоагулянт гирудин, уменьшающий свёртываемость крови. Пиявками лечат стенокардию, инфаркт миокарда, тромбофлебит, тромбоз вен, геморрой.
В большинстве случаев пиявки ставятся до их самостоятельного отхождения после того, как они полностью насытятся. Для преждевременного снятия присосавшейся пиявки достаточно приложить к её передней присоске тампон, слегка смоченный йодом или спиртом, после чего она мгновенно отпадает. Если эти способы не помогут, то необходимо открепить переднюю присоску скальпелем, впустив под неё воздух. Перерезание тела пиявки бесполезно, так как она продолжает при этом кровососание. После использования пиявки, как правило, уничтожаются , и повторное их использование недопустимо

## Побочные эффекты
После применения гирудотерапии описан случай развития красного плоского лишая, серия случаев возникновения кожной псевдолимфомы, случай гемартроза, описано развитие неокклюзионной мезентериальной ишемии, орбитального целлюлита, синдрома Коуниса, избыточное кровотечение и формирование шрамов на месте укуса, а также различные аллергические реакции, включая анафилактический шок.
В желудочно-кишечном тракте пиявок обитают несколько видов бактерий, главным образом Aeromonas hydrophila и Aeromonas veronii biovar sobria, которые помогают им переваривать кровь и могут инфицировать людей. Для профилактики развития инфекции, при применении пиявок после пластических операций в США рекомендовано проводить курсы антибиотикотерапии препаратами фторхинолонового ряда (например, ципрофлоксацин), однако существуют резистентные к некоторым антибиотикам штаммы бактерий. Были зафиксированы случаи заражения резистентными штаммами, которые связывают с применением антибиотика энрофлоксацина (метаболитом которого является ципрофлоксацин) в ветеринарии у животных, кровью которых впоследствии кормили пиявок.

## Противопоказания
Противопоказаниями против постановки пиявок являются:
- беременность
- лактация
- заболевания, сопровождающиеся кровоточивостью из-за пониженной свёртываемости крови
- гемолиз
- малокровие (анемия)[31]
- ослабление или истощение организма
- непереносимость организмом ферментов пиявок (аллергические реакции)
- туберкулёз различных локализаций
- одновременное лечение антикоагулянтами[16]
- онкологические заболевания[источник не указан 956 дней]